# Royal Australian Naval Volunteer Reserve
La Royal Australian Naval Volunteer Reserve (RANVR), en français : « Réserve de volontaires de la marine royale australienne » était une force de réserve de la Royal Australian Navy.

## Formation

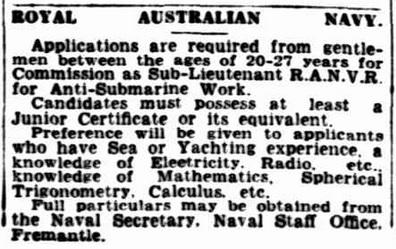
Annonce de recrutement de la Royal Australian Naval Volunteer Reserve (RANVR), 1941

À la fin de l’année 1920, le Navy Board a proposé la création d’un programme de réserve de volontaires de la marine royale australienne, avec des approches faites vers les clubs de yachting et d’aviron, en commençant par la Nouvelle-Galles du Sud, l’Australie-Méridionale, le Victoria et la Tasmanie,,,. Les hommes qui suivaient ou étaient passibles d’une formation obligatoire en vertu de la Loi sur la défense (Cwlth) n’étaient pas admissibles à l’enrôlement. Pour les volontaires, une période de cinq ans de service a été proposée, avec des parades deux fois par mois, une formation en dehors des heures de bureau, l’admission en tant que matelot qualifié et des nominations d’officiers non basées sur la position sociale ou d’autres critères semblables,. Les exigences comprenaient plus tard une formation de quatorze jours tous les deux ans, et « sept jours de cette période devraient être passés à la mer ».
En 1925, à la suite de l’apparition de tenues civiles lors des défilés, l’uniforme a été déterminé comme étant le même que celui des forces régulières, avec « RANVR » remplaçant « RANR » sur le ruban de casquette. De plus, l’uniforme serait être fourni par le gouvernement, au lieu d’être à la charge de l’intéressé, comme cela avait été le cas jusqu’alors. Les membres devaient être âgés de plus de 21 ans, à moins d’avoir déjà servi dans la Royal Navy ou la Royal Australian Navy.

## Rôle lors de la Seconde Guerre mondiale

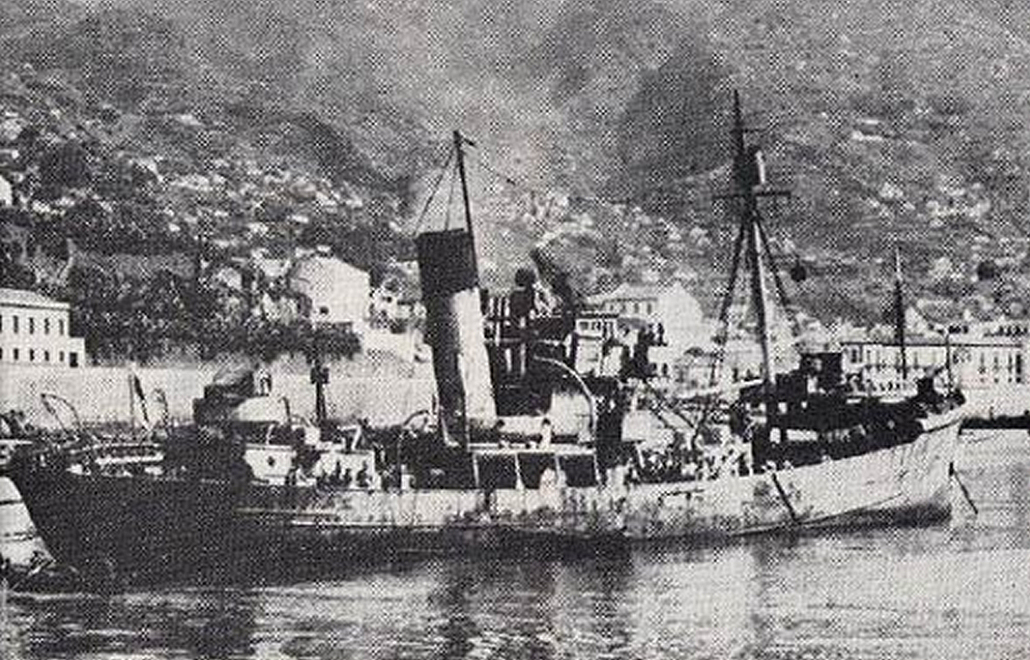
HMS Lady Shirley, un chalutier de lutte anti-sous-marine.

Pendant la Seconde Guerre mondiale, la plupart des garde-côtes australiens ont été commissionnés comme officiers dans la RANVR. Certains officiers de la RANVR ont également servi dans la Royal Navy et dans la Marine royale canadienne,. Un officier a également servi comme officier de liaison de la Royal Navy auprès de la marine soviétique.
Le HMS Lady Shirley était un chalutier de pêche réquisitionné par la Royal Navy en 1940 et converti pour la guerre anti-sous-marine. Il est entré en service en janvier 1941 et a servi dans le 31e groupe anti-sous-marins basé à Gibraltar, sous le commandement du Lieutenant commander Arthur Henry Callaway (DSO, RANVR), coulant le sous-marin allemand U-111,.

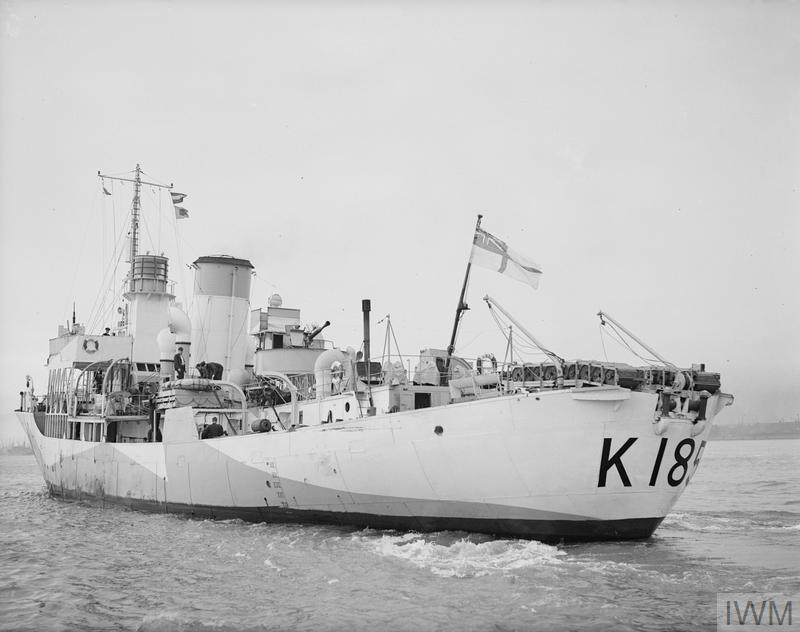
le HMS Alisma, 1942

Le HMS Alisma était une corvette de classe Flower de la Royal Navy. Il a été commandé par le Lieutenant commander par intérim Maurice George Rose, RANVR, du 2 mai 1941 au 1er mai 1943, remplacé par le lieutenant George Lanning, RANVR, jusqu’au 11 juin 1945. Il faisait partie du groupe d’escorte B7, l’un des sept groupes navals britanniques qui ont servi dans la Mid-Ocean Escort Force (MOEF). Il assurait la protection des convois dans la section médiane (la plus dangereuse) de la route de l’Atlantique Nord.
En juin 1945, un contingent initial de 12 pilotes de la RAAF a été transféré à la RANVR, pour suivre la formation de la Fleet Air Arm de la Royal Navy et servir avec elle.
Il a été confirmé que les membres de la RANVR pouvaient recevoir une promotion dans des circonstances exceptionnelles s’ils avaient les qualifications spéciales. Les membres de la RANVR démobilisés à la fin de la guerre avaient droit à un certificat de démobilisation.

## De 1946 à 1973
En août 1948, avec seulement 948 membres sur la liste de réserve de la Royal Australian Navy, la RANVR a été rétablie, cherchant à obtenir le retour de 30 000 anciens réservistes ayant servi en temps de guerre sur une période de quatre ans,. En décembre, 1 300 anciens membres de la marine avaient présenté une demande. Les plus jeunes et les hommes sans expérience navale seront recherchés plus tard. La Women’s Royal Australian Naval Reserve a également été créée. Le personnel de la RANVR était différent de celui de la Royal Australian Naval Reserve. Le premier ne pouvait être rappelé qu’en temps de guerre, tandis que le second groupe pouvait être mobilisé à tout moment. L’âge minimum de recrutement était de dix-sept ans.
Avec le début de la guerre de Corée en 1950, les personnes incapables de rejoindre la Royal Australian Naval Reserve en raison d’une incapacité à effectuer la formation ou de la distance ont pu être acceptées dans la RANVR. Un mémoire a également été présenté à ce moment-là pour que toutes les soldes versées aux membres de la RANVR soient exonérées d’impôt. Les réservistes ont continué d’être utilisés à divers titres, comme des effectifs supplémentaires pour l’exercice Seascape de 1962, qui faisait partie d’une opération de l’Organisation du traité de l'Asie du Sud-Est.
L’actuelle Royal Australian Naval Reserve a été formée en juin 1973, à partir d’une fusion de la RANVR et de la RANR (embarquée), formées respectivement en 1921 et 1913.

## Distinctions individuelles
Divers membres de la RANVR ont reçu une récompense pour leur service. En mai 1944, cinquante-six membres du personnel de la RANVR avaient reçu 71 décorations ou distinction. En août 1944, le personnel de la RANVR comprenait deux Croix de George, deux Ordres du Service distingué, deux officiers de l'Empire britannique, deux membres de l'Empire britannique, seize Distinguished Service Cross, une Conspicuous Gallantry Medal, deux Distinguished Service Medal et dix Médailles de George,. Pour des raisons de sécurité en temps de guerre, les motifs des récompenses n’ont pas toujours été divulgués au moment de l’attribution.

## Dans la littérature et au cinéma
Le roman La Mer cruelle de Nicholas Monsarrat décrit la vie à bord d'une corvette fictive de classe Flower, le HMS Compass Rose (Rose des vents), durant la bataille de l'Atlantique pendant la première partie de la Seconde Guerre mondiale. Le commandant en second du navire, le lieutenant de vaisseau James Bennett, un homme dur et détesté de l'équipage, est volontaire dans la RNVR.